# Хвалек, Роман
Рома́н Хва́лек (нем. Roman Chwalek; 24 июля 1898, Войновиц, Рацибужский повят — 27 ноября 1974, Восточный Берлин) — немецкий профсоюзный деятель и политик, член СЕПГ. Министр труда ГДР в 1950—1953 годах. Министр путей сообщения ГДР в 1953—1954 годах.

## Биография
Сын железнодорожника и начальника небольшой железнодорожной станции в Верхней Силезии. В 1912—1914 годах Роман Хвалек учился на слесаря на станкостроительном заводе. В 1915—1918 годах участвовал в Первой мировой войне солдатом, позднее в звании унтер-офицера. В 1919—1930 годах работал слесарем на вагоноремонтном заводе в Оппельне, вступил в профсоюз и в 1922 году был избран председателем производственного совета.
В 1918 году Роман Хвалек вступил в Независимую социал-демократическую партию Германии, в 1920 году — в Коммунистическую партию Германии. В 1924—1930 годах был депутатом городского собрания Оппельна. 13 июля 1925 года женился на Марте Венде. В 1930—1933 годах состоял депутатом рейхстага. За нелегальную политическую деятельность был арестован и в 1934 году приговорён к трём годам тюремного заключения по обвинению в подготовке государственной измены. В 1937—1939 годах содержался в концентрационном лагере Заксенхаузен и затем до 1945 года работал слесарем в берлинском районе Нойкёльн.
После войны занимался организацией Объединения свободных немецких профсоюзов в Берлине, стал первым председателем окружного правления в Берлине и с 1949 года руководил IG Eisenbahn. В 1946 году Хвалек вступил в СЕПГ. В 1946—1948 годах состоял депутатом городского собрания Большого Берлина и в 1949—1954 годах — Народной палаты ГДР.
В ноябре 1950 года Хвалек был назначен министром труда в составе второго правительства Отто Гротеволя. В апреле 1953 года Хвалеку было поручено формирование министерства путей сообщения ГДР, а 1 мая 1953 года Хвалек был назначен министром путей сообщения ГДР и работал на этой должности до ноября 1954 года. С ноября 1954 года и до выхода на пенсию в 1968 году состоял в правлении Союза немецких потребительских обществ, занимал с 1957 года должность первого заместителя председателя Союза.

## Публикации
- Berliner Gewerkschaften. Ihre Rolle und Aufgaben. Berlin 1948
- Aktuelle Berliner Gewerkschaftsfragen 1948. Berlin 1948
- Die Aufgaben der Eisenbahner im Kampf um den Frieden. Berlin 1950